# Caminhos de ferro do Estado de Genebra
Os Caminhos de ferro do Estado de Genebra (CFEG) são uma empresa ferroviária genebrina fundada a 1 de Julho de 1888 com a finalidade de gerir a secção suíça da linha de caminho de ferro Genebra-Annemasse, companhia que é proprietária do Estado de Genebra.
A linha actual resume-se á ligação entre  "Cornavin–La Praille" , mas a sua extensão (Lancy-Pont-Rouge –Genève Cornavin – Versoix – Coppet) fará que pertença á Rede Expressa Regional Suíça.

## História
- As origens deste projecto remontam a 1850, mas só em 1888 é que foi aberta a linha "Eaux-Vives - Annemasse".
- Em 1912 uma convenção para o lançamento da segunda parte da CEVA (acrónimo da linha "Cornavin - Eaux-Vives - Annemasse") é feita entre o Estado de Genebra, a Confederação Suíça e os Caminhos de Ferro Federais (CFF), com uma participação de um terço cada.
- Reactivação do projecto com a ligação "Cornavin–La Praille" [1]

## Projecto

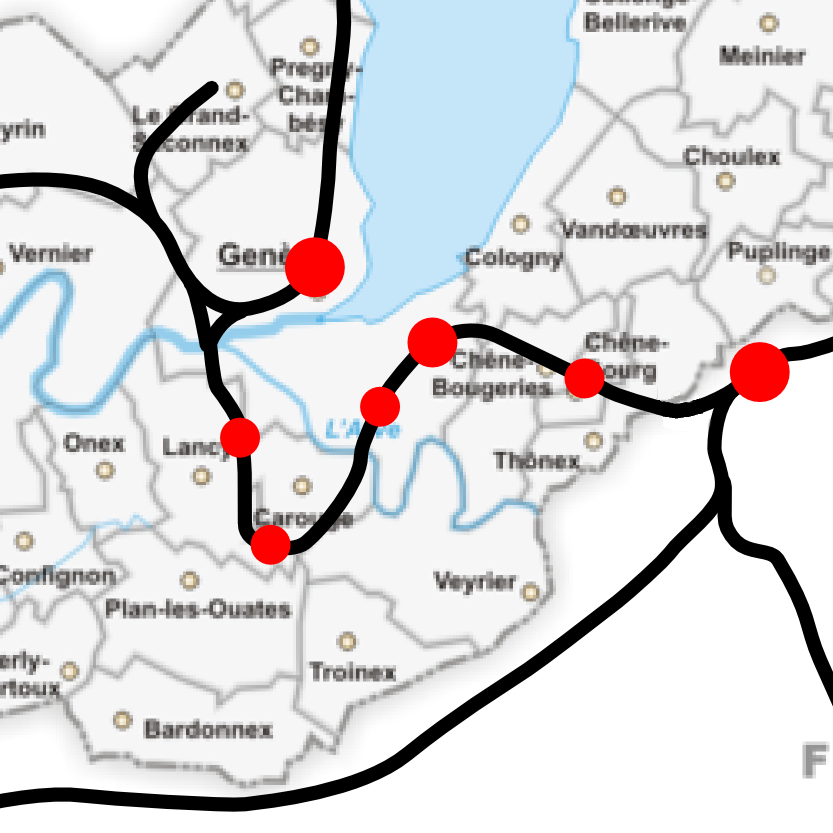
Gares servidas pelo CEVA

O projecto consiste na ligação da Estação de Genebra-Cornavin com a cidade francesa de Annemasse contornando o centro da cidade de Genebra por Oeste e Sudoeste.
Além da Estação de Genebra-Cornavin, as principais estações servidas são a da La Praille e da Gare des Eaux-Vives, mas o objectivo a longo termo é a criação de um  RER franco-valdo-genebrino para servir  Bellegarde-sur-Valserine, Nyon, Lausanne, Thonon-les-Bains, Évian-les-Bains, o vale do Arve e Annecy , .